# Philharmostes umbilicatus
Philharmostes umbilicatus är en skalbaggsart som beskrevs av Rudolph Petrovitz 1968. Philharmostes umbilicatus ingår i släktet Philharmostes och familjen Hybosoridae. Inga underarter finns listade i Catalogue of Life.